# Wilhelm Selling
Wilhelm Selling (* 12. Februar 1869 in Steinau an der Oder; † 29. Mai 1960 in Berlin) war ein deutscher Architekt und Anthroposoph. Er unterstützte Rudolf Steiner und war Initiator und Mentor der anthroposophischen Jugendarbeit in Berlin. 

## Leben und Werk
Wilhelm Selling besuchte das Gymnasium in Breslau. Danach studierte er Maschinenbau am Technikum Mittweida und Architektur an der Technischen Hochschule Karlsruhe. Seit 1889 gehörte er der Karlsruher Burschenschaft Germania an. Nach seiner einjährigen Militärzeit, nahm er an einer Afrika-Expedition teil. Dort war er als Ingenieur tätig, kehrte aber aus gesundheitlichen Gründen um die Jahrhundertwende zurück nach Deutschland. In Berlin wurde er Rechnungsrat für das Reichskolonialamt und wurde aus gesundheitlichen Gründen früh pensioniert. 
1903 besuchte er ein Vortrag Rudolf Steiners, und wurde dessen Schüler. Später war Selling Initiator und Mentor der anthroposophischen Jugendarbeit in Berlin. Zusätzlich betreute er die Theosophische Bibliothek in ebenda. Er war 1930 Mitbegründer der Waldorfschule in Stockholm – er lernte seine spätere Frau Karin geb. Flack 1910 dort kennen. Er setzte sich für die Aufführung der Oberuferer Weihnachtsspiele in Stockholm ein und übersetzte diese in Schwedische. Als 1939 der Zweite Weltkrieg ausbrach, kehrten die Sellings nach Berlin zurück. Nach dem Krieg widmete er sich weiter den Weihnachtsspielen.